# Hobbit: Smaugs ödemark
Hobbit: Smaugs ödemark är en episk fantasy- och äventyrsfilm i regi av Peter Jackson. Den är den andra delen i den tredelade filmatiseringen av J.R.R. Tolkiens bok Bilbo – En hobbits äventyr från 1937, som tog sin början i filmen En oväntad resa (2012) och kulminerade i filmen Hobbit: Femhäraslaget (2014). De tre filmerna utgör tillsammans en prequel till Jacksons tidigare filmtrilogi om Härskarringen.
Handlingen fortsätter efter händelserna i En oväntad resa, där hobbiten Bilbo Bagger reser tillsammans med trollkarlen Gandalf, dvärgen Torin Ekenskölde och hans sällskap till kungadömet Erebor. Resan tar dem genom Mörkmården, Esgaroth och Dal för att så småningom möta draken Smaug i en episk strid. I filmen medverkar bland annat skådespelarna Ian McKellen som trollkarlen Gandalf, Martin Freeman som hobbiten Bilbo Bagger, Richard Armitage som ledaren av dvärgarna, Torin Ekenskölde, Benedict Cumberbatch som draken Smaug, Evangeline Lilly som den tuffa alven Tauriel, Lee Pace som Alvkungen Thranduil, Luke Evans som Bard Bågskytten, Sylvester McCoy som trollkarlen Radagast, Orlando Bloom som Alvkungens son  Legolas och Mikael Persbrandt som skinnbytaren Beorn.
Hobbit: Smaugs ödemark hade premiär den 11 december 2013 i Sverige och ett flertal andra länder i Europa. Liksom sin föregångare filmades filmen i en bildfrekvens på 48 bilder per sekund. Den nya hastigheten marknadsförs till allmänheten som "hög bildhastighet".

## Rollista (i urval)
Ytterligare information: Hobbit-filmseriens rollista
- Martin Freeman som Bilbo Bagger: En hobbit som anlitas av trollkarlen Gandalf för att följa med ett sällskap av 13 dvärgar på ett äventyr för att återta Ensamma berget från draken Smaug.[2]
- Ian McKellen som Gandalf: En trollkarl som rekryterar Bilbo och hjälper till att arrangera äventyret för att återta dvärgarnas förlorade skatt i Erebor. Gandalf gestaltades av McKellen även i Sagan om Ringen-trilogin.[3]
- Richard Armitage som Torin Ekenskölde: Ledaren för dvärgsällskapet som har gett sig ut för att återta Ensamma berget från draken Smaug.[2]
- Benedict Cumberbatch som Smaug[4] och Andebesvärjaren.
- Orlando Bloom som Legolas: En alv och son till Thranduil. Legolas medverkar inte i boken Hobbiten. Han gestaltades av Bloom även i filmtrilogin om Härskarringen.[5]
- Evangeline Lilly som Tauriel: En alv från Mörkmården och alvkungens vaktchef.[6]
- Lee Pace som Thranduil: En alvkung och far till Legolas. Han styr över skogsalverna i Mörkmården.[7]
- Luke Evans som Bard Bågskytten: Bard från Esgaroth var en skicklig bågskytt och arvtagare till Girion, den siste kungen av gamla Dal.[8]
- Stephen Fry som Mästaren av Sjöstad: Ledaren över människornas stad Sjöstad, belägen nära Ensamma berget.[9]
- Ken Stott som Balin: En medlem i dvärgsällskapet och bror till Dwalin. Han beskrivs i boken som deras "ständiga spanare".[10]
- James Nesbitt som Bofur: En i dvärgsällskapet och kusin med Bifur samt bror till Bombur. Han beskrivs som "en avväpnande uppriktig, rolig och ibland modig dvärg."[11]
- Mikael Persbrandt som Beorn: En hamnskiftare som kan förvandla sig till en björn och som bor i utkanten av Mörkmården.[12][13]
- Sylvester McCoy som Radagast den brune: En trollkarl i Gandalfs orden.[14]
- Ryan Gage som Alfrid: Mästaren av Sjöstads trogne tjänare.[9]
- John Bell som Bain: Bards son.[15]
- Manu Bennett som Azog: Orchhövdingen i Moria som halshögg kung Thrór i slaget om Azanulbizar. Han jagar nu Torin och hans sällskap, efter att ha svurit en ed om att förgöra ätten Durin.[16]
- Lawrence Makoare som Bolg[17]
- Craig Hall som Galion: Alvkungen Thranduils butler, vars förkärlek för dryck möjliggör Bilbo och dvärgarnas flyktförsök.[18]
- Benjamin Mitchell som Narzug[18]

Resten av dvärgsällskapet: Graham McTavish som Dwalin, Aidan Turner som Kíli, Dean O'Gorman som Fíli, Mark Hadlow som Dori, Jed Brophy som Nori, Adam Brown som Ori, John Callen som Óin, Peter Hambleton som Glóin, William Kircher som Bifur och Stephen Hunter som Bombur. Cate Blanchett har ett kort framträdande som Galadriel.

## Produktion
Ytterligare information: Hobbit-filmseriens produktion
Merparten av filminspelningen var avklarad i juli 2012. Under maj 2013 påbörjades i Nya Zeeland dock ytterligare en inspelningsperiod för både denna film och för del 3 i serien – Hobbit: Femhäraslaget – vilken pågick i tio veckor.

### Musik
Filmmusiken till Hobbit: Smaugs ödemark komponerades av Howard Shore. Den framfördes av London Philharmonic Orchestra. Albumet släppes under 2013, för att sammanfalla med filmens premiär.

## Distribution

### Marknadsföring
Peter Jackson gav de första detaljerna om den andra filmen i serien vid ett live-evenemang som hölls den 24 mars 2013. Behörighetskoden var knuten till DVD-utgåvor av Hobbit: En oväntad resa. Vid live-evenemanget avslöjades några filmens detaljer, där Jackson sade att rollfiguren Tauriel, som spelas av Evangeline Lilly, är en del av alvgardet och en livvakt till alvkungen, Thranduil. Utöver detta visade han en scen från filmen där Gandalf och Radagast letar efter Andebesvärjarens fort och upptäcker att ringvålnaderna har släppts fria från sina gravar.[källa behövs]

### Biopremiär
Filmen släpptes över hela världen den 13 december 2013. Som en del av en överenskommelse mellan Warner Bros och New Line Cinema, hölls premiären av filmen inte i Wellington, Nya Zeeland, som det var för den föregående filmen i serien.